# Comté de Putnam (Tennessee)
Pour les articles homonymes, voir Comté de Putnam.
Le comté de Putnam est un comté de l'État du Tennessee, aux États-Unis.